# Habrůvka
Habrůvka település Csehországban, a Blanskói járásban. Habrůvka Březina, Rudice, Babice nad Svitavou, Křtiny, Olomučany és Adamov településekkel határos. Lakosainak száma 418 fő (2024. január 1.).

## Népesség
A település lakosságának változását az alábbi diagram mutatja:
| Lakosok száma | 483  | 592  | 549  | 709  | 370  | 335  | 430  | 430  | 419  | 418  |
|               | 1869 | 1890 | 1921 | 1950 | 1980 | 2001 | 2017 | 2019 | 2022 | 2024 |